# Хроника Монтекассино
Хроника Монтекассино (лат. Chronicon Casinense) — написанное на латинском языке неизвестным монахом монастыря Монтекассино историческое сочинение. Сохранилось в рукописи X века. Охватывает период с 568 по 867 год и содержит сведения, главным образом, по истории Лангобардского и Итальянского королевства.

## Издания
- Chronicon Casinense Архивная копия от 1 марта 2019 на Wayback Machine // Monumenta Germaniae Historica. Scriptores. Scriptores (in Folio), III: Annales, chronica et historiae aevi Saxonici. Hannover, 1839. p. 222—230.

## Переводы на русский язык
- Монте-Кассинская хроника в переводе Е. А. Хвалькова на сайте Восточная литература[1]